# Uloma laesifrons
Uloma laesifrons – gatunek chrząszcza z rodziny czarnuchowatych i podrodziny Tenebrioninae.
Gatunek ten opisał po raz pierwszy Léon M.H. Fairmaire w 1882 roku. Jako lokalizację typową wskazano Sumatrę.
Chrząszcz o ciele długości od 5,8 do 7,5 mm. Ubarwienie jest brązowe. Na grzbietowej powierzchni głowy nie występują cechy dymorfizmu płciowego. W budowie czułków jest on natomiast lekko wyrażony – u samca człony od szóstego do dziesiątego mają krawędzie wierzchołkowe zaostrzone i nieco dośrodkowo przeciągnięte w szpic. Warga dolna u samca cechuje się języczkiem z kilkoma rozproszonymi szczecinkami oraz bródką o wyraźnych wgłębieniach nasadowo-bocznych i słabo zaznaczonym wcisku pośrodkowym, nagą lub porośniętą kilkoma szczecinkami. Przedplecze u samca ma na przedzie wyraźne wgłębienie pośrodkowe, tylną krawędź nieobrzeżoną, a punktowanie tylko po bokach trochę mocniejsze, bez mikropunktowania między punktami. Pokrywy mają rzędy z punktami nieco szerszymi niż odcinki rowków między nimi, a międzyrzędy słabo wysklepione. Odnóża przedniej pary u samca mają kąty pośrodkowo-odsiebne goleni pozbawione palcowatej wypustki, a ich grzbietowe powierzchnie pozbawione ziarenek. Odwłok ma ostatni z widocznych sternitów pozbawiony obrzeżenia. Edeagus charakteryzuje się palcowato zakończonymi paramerami.
Owad orientalny, znany z malezyjskiego stanu Sarawak oraz z indonezyjskiej prowincji Sumatra Zachodnia.